# Rigadin tzigane
Pour plus de détails, voir Fiche technique et Distribution.
Rigadin tzigane est un film muet français réalisé par Georges Monca, sorti en 1911.

## Fiche technique
- Titre : Rigadin tzigane
- Réalisation : Georges Monca
- Scénario : Charles Prince
- Photographie :
- Montage :
- Société de production : Société cinématographique des auteurs et gens de lettres (S.C.A.G.L)
- Société de distribution : Pathé Frères
- Pays d'origine :  France
- Langue : film muet avec les intertitres en français
- Métrage : 180 mètres
- Format : Noir et blanc — 35 mm — 1,33:1 — Muet
- Genre :  Comédie
- Durée : 6 minutes
- Dates de sortie :
  - France : 24 mars 1911

## Distribution
- Charles Prince
- Germaine Reuver
- Andrée Marly
- Gabrielle Lange
- Frédéric Muffat
- Gaston Dupray
- Paul Landrin
- la petite Maud Loty